# Българско гонче
Българското лудогорско гонче е порода кучета от български произход.
Това е най-популярната ловна порода кучета в България. Тя е една от трите български породи кучета, признати от БРФК, асоцииран член на МФК. Българското лудогорско гонче не е признато като расова порода от МФК към април 2023 година.

## Стандарт на породата

### Общ вид
Българското лудогорско гонче е със среден ръст. Има силно, хармонично и елегантно тяло с леко удължен формат.

### Характер
Притежава уравновесена нервна система. Привързано е към стопанина си. Игриво. Интелигентно.

### Предназначение на породата
Българското лудогорско гонче е специализирано в лова на диви свине, но може да бъде използвано и за лов на други видове космат дивеч. То притежава великолепни физически качества, съчетани с отлично обоняние, пъргавина при търсене и проследяване на дивеча, чувство за ориентация, неизчерпаема енергия и издръжливост.

### Глава
Глава: средно голяма, суха и пропорционална по отношение на тялото.
Дълъг, плосък череп, достатъчно обемист, без да е широк. Окципиталното рогче и надочните дъги не са ясно очертани. Заоблена окципитална област. Плитка медиална бразда на черепа.

### Лицева част
Нос: средно голям. Черна носна гъба.
Ноздри: умерено широки.
Муцуна: средно дълга – половината от дължината на главата, с прав профил. Средно дълбока и средно широка.
Устни: с тъмен цвят, стегнати, плътно прилепнали, не образуват гънки.
Челюсти: силни.
Зъби: пълен набор – 42, бели, здрави, правилно подредени в ножицовидна захапка.
Небце: тъмно.

### Шия
Средно дълъг, здрав, мускулест. Кожата е без гънки. Дължината му е равна на 1/3 от дължината на тялото. Разположен под 45° по отношение на тялото.

### Уши
Поставени на линията на очите. Странично висящи, прилепнали към бузите, меки, средно дълги, с леко заоблени върхове.

### Очи
Косо разположени, средно големи, леко овални с тъмно кафяв цвят, с жив и изразителен поглед.

### Крайници
Предни крайници: сухи, здрави, мускулести, с ясно очертани вени и сухожилия. Гледани отпред – прави и успоредни. Лопатката е плътно прилепнала към тялото. Ъгълът, образуван между раменната и лакътната кост, е около 105 – 110°. Гледани отстрани китките са с лек наклон.
Задни крайници: успоредни, здрави, със силно развита мускулатура. Ъгълът на ставата между бедрата и подбедрената кост е около 130°. Скакателната става е добре оформена и свързана под ъгъл около 140°.

### Гръден кош
Широк и дълбок гръден кош, с овална форма, стигащ до лактите или малко под тях.

### Козина
Къса (около 3 cm), твърда, лъскава, добре прилепнала към тялото, с добре развит подкосъм. Космите по главата, ушите и крайниците са по-къси, а по холката, по гърба, опашката и задната част на бедрата, са незначително по-дълги. По вътрешната страна на бедрата, по корема и около половите органи, тялото е по-слабо окосмено.
Цвят: oсновният цвят е антрацитово черен, с кафяви подплащници. Долната част на крайниците и на опашката, гърдите, муцуната и подопашното огледало са кафяви. Над вътрешния ъгъл на очите има две кафяви петна, с големина на лещник. При някои кучета кафявото оцветяване по крайниците е завоалирано с черни косми, които не заличават основното кафяво оцветяване. Допустими са малки бели петна по пръстите.